# 假朝天罐
假朝天罐（学名：Osbeckia crinita）为野牡丹科金锦香属的植物。分布于缅甸、印度以及中国大陆的西藏、云南、广西、湖南、四川、贵州、湖北等地，生长于海拔800米至3,100米的地区，一般生于地梗、山坡向阳草地、矮灌木丛中、山谷溪边或林缘湿润的地方，目前尚未由人工引种栽培。

## 别名
盅盅花、痢疾罐（贵州钠，罐罐花、茶罐花、张天师、小尾光叶、九果根（云南），阿不答石（云南河口瑶族语音），朝天罐（中国高等植物图鉴）